# Шриланкска кокошка
Шриланкската кокошка, още цейлонска кокошка или петел на джунглата (Gallus lafayettii) е вид птица от семейство Фазанови (Phasianidae). Видът е незастрашен от изчезване.

## Разпространение
Разпространен е в Шри Ланка.